# Rakovina

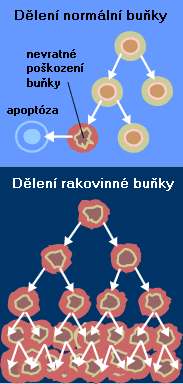
Normální buňky reagují na neopravitelné poškození programovou smrtí – apoptózou. Nádorové buňky jsou k mechanismům apoptózy jen omezeně vnímavé

Rakovina nebo přesněji nádorové onemocnění je různorodá skupina chorob, jejichž společným rysem je to, že některá populace vlastních buněk organismu se vymkne kontrole a začne relativně autonomně růst, ačkoli za normálních okolností jsou buňky schopny svou mutaci detekovat a opravit, nebo samy sebe zničit apoptózou. Bujení pak může být naprosto neškodné (např. nezhoubný nádor tukové tkáně – lipom), ale také může v poměrně krátké době postiženého zahubit (např. některé nádory krve – leukemie). Obvykle se považuje za projev zhoubnosti (malignity) to, že nádor roste infiltrativně do okolí a je schopen se rozsévat po těle a zakládat vzdálená ložiska, tzv. metastázy; výjimku z tohoto pravidla představují maligní nádory mozku, které jen vzácně zakládají metastázy.

## Vznik nádorů
Nádor je soubor buněk rostoucí samostatně bez řízení organismu. Může vzniknout v jakékoliv tkáni, ale nejčastěji vzniká v těch tkáních, kde se nejvíce množí buňky (dýchací soustava, trávicí soustava) a nebo kde jsou buňky stimulovány hormony (prostata, vaječníky, prsy).

### Charakteristické rysy rakovinných buněk
Nádorové buňky jsou typicky charakterizovány svou schopností růst bez přítomnosti většiny růstových faktorů, neschopností odpovídat na signály pro ukončení růstu, omezenou citlivostí vůči indukci programované buněčné smrti, stimulací růstu krevních kapilár zásobujících nádor (angiogeneze), teoreticky neomezenou schopností dělení (nenaráží na Hayflickův limit) a schopností šířit se do vzdálených tkání (tvorba metastáz). Kromě těchto základních charakteristik pozorovatelných u prakticky veškerých rakovinných buněk se často vyskytují i další charakteristické rysy jako jsou abnormality v metabolických drahách (například Warburgův efekt), schopnost unikat imunitnímu systému, chromozomální abnormality a trvající zánětlivý stav v okolí nádorových buněk.

### Vliv prostředí a životního stylu
Vliv prostředí a životního stylu je patrný u velké části nádorových onemocnění, například obezita a nedostatek pohybu je spojována s rakovinou tlustého střeva, slinivky břišní, ledvin, prsu, děložní sliznice, vaječníků, prostaty a pravděpodobně dalších. Změnu incidence také vykazují imigranti (v porovnání s populacemi z nichž pocházejí i do nichž přicházejí), ale jen u některých typů nádorů. Další rizikové faktory jsou zvýšený příjem alkoholu (zvyšuje například riziko vzniku kolorektálního karcinomu) nebo nízký příjem vlákniny, ale jsou známy i spojitosti např. s kouřením, bronchogenního karcinomu s kouřením nebo karcinomu prsu s tím, že žena neměla děti.[zdroj⁠?!] Například radioaktivní radon (uvolňující se z půdy i z cigaret a hromadící se v obydlích) je důležitým faktorem u karcinomu plic a jeho působení je úměrné expozici od nejnižších úrovní (tj. bez prahu). Na myších bylo prokázáno, že nízká teplota prostředí také neprospívá teplokrevným organismům a že zvýšení teploty okolí zpomaluje růst nádorů. Novým rizikovým faktorem jsou mikroplasty, které se stále ve větší míře vyskytují ve vzduchu, vodě i potravě.
Pro nadváhu (větší BMI) je pozorován zvýšený výskyt nádorů jako např. kolorektální karcinom. Ale i pro samotnou vyšší postavu roste pravděpodobnost výskytu s výškou postavy (u žen v průměru pro všechny nádory o 16 % na 10 cm výšky, pro melanom dokonce 32 % na 10 cm).

### Vliv věku
V dětském věku převažují nádory podmíněné vrozenou poruchou některého z opravných mechanismů DNA, v dospělém věku je většina nádorů způsobena kombinací vlivů prostředí a životního stylu, vliv dědičnosti není tak výrazný. Zatímco u dětí převažují nádory mozku a leukemie, u dospělých má nejčastější výskyt melanom následovaný nádory tlustého střeva, plic, prsu a prostaty.

### Molekulární podstata vzniku nádorů
Základem deregulace buněčné proliferace vedoucí k nekontrolovanému množení buněk je mutace DNA a epigenetické změny. Mutaci mohou způsobit různé faktory:
- biologické – některé viry (např. EBV může vést ke vzniku Burkittova lymfomu) nebo helminti (motolice thajská a motolice žlučová jsou příčinou cholangiokarcinomu, krevnička močová může způsobit nádor močového měchýře)[8][9]

- chemické – působení mutagenů a karcinogenů
- fyzikální – záření o vysoké energii, zejm. ionizující (UV, rentgenové záření, gama záření, částice z jaderného rozpadu,..)
- hormonální – dlouhotrvající hormonální stimulace některých tkání může způsobit jejich přeměnu v nádor

Obvykle se rozlišují tři skupiny zasažených genů:
- Protoonkogeny – geny, jejichž normální funkcí je stimulace růstu. Mutovaný gen je zvýšeně aktivní.
- Tumor supresorové geny – geny, jejichž normální funkcí je útlum růstu. Mutovaný gen je neaktivní.
- Mutátorové geny – geny, jejichž funkcí je oprava poškozené DNA. Mutovaný gen je neaktivní a způsobí zrychlení mutační rychlosti

Změny vyvolávající přeměnu zdravé buňky na rakovinnou (nádorová transformace) také vyvolávají další změny, například schopnost buněk obnovovat své telomery nebo metabolické změny. Příkladem metabolických změn je tzv. Warburgův efekt, což je preferenční získávání energie z glukózy pomocí glykolýzy i v přítomnosti kyslíku, která je méně efektivní než běžná oxidativní fosforylace, ale umožňuje rychle získat energii na úkor jiných buněk. Podle původních Warburgových představ by měla tato změna být přímo zodpovědná za vznik rakoviny, objev role mutací v DNA pro vznik rakoviny ovšem tuto hypotézu zpochybnil. V nedávné době byl Warburgův efekt spojen s mutacemi některých onkogenů nebo tumor supresorových genů (především p53) a aktivací faktoru indukovaného hypoxií (signál nedostatku kyslíku) a je proto vnímán spíše jako doprovodný jev rakoviny, než její původce, jedná se ale o slibný cíl protirakovinné léčby.
U některých skupin nádorů se zná, že zásadní molekulární poruchou, která vede ke vzniku nekontrolovaně se množící buněčné populace, je epigenetická změna. Porucha regulace genové exprese rozsáhlých úseků DNA např. methylací může vést k nadměrné stimulaci buněčného dělení a tím nepřímo k vyšší náchylnosti buněk ke získání dalších mutací. Klinický význam toto může mít například u nádorů tlustého střeva.
Znalost molekulární podstaty konkrétního nádorového onemocnění představuje důležitou informaci jak z hlediska prognózy nemocného, tak i z hlediska volby vhodné terapie. A to nejen z hlediska požadavku na radikalitu případného chirurgického výkonu nebo odhadu citlivosti na radioterapii, ale i z hlediska posouzení vhodnosti další terapie. Analýzou těchto změn se zabývá podobor molekulární patologie.

### Vliv dědičnosti
I když je nádorové onemocnění podmíněno většinou získanými změnami v genetickém materiálu, existují i podstatně vzácnější formy dědičné. Jedná se např. o mutaci jednoho z genů BRCA-1 nebo BRCA-2, která je zodpovědná za zvýšený familiární výskyt nádorů prsu a vaječníků, nebo o mutaci genu APC, která je zodpovědná za familiární polypózu tlustého střeva (mnohočetný výskyt polypů, tedy jakýchsi výrůstků sliznice) s téměř 100 % zvratu v kolorektální karcinom).
Někdy je situace méně zřejmá, některé nádory vykazují vyšší výskyt v určitých rodinách, ale nejde o jednoduchou mendelovskou dědičnost. Pravděpodobně se jedná o kombinaci vlivu několika genů a vlivu některých rodinných zvyklostí nebo některých místních specifik. Vliv dědičnosti slábne s věkem a pro účely anamnézy se obvykle uvažuje jako hranice mezi nádorem vzniklým bez vlivu dědičnosti věk 50 let. V praxi to tedy znamená především to, že pro individuální riziko pacienta mají význam nádory u pokrevních příbuzných vzniklé do cca 50 let jejich věku.

## Obecné rozdělení nádorů
Nádory lze dělit z několika hledisek. Základní dělení je dělení podle tkáně, ze které vycházejí – viz dělení nádorů podle histiogeneze.
Nádory lze dělit i podle jejich biologického chování na:
- nepravé nádory = pseudotumory
  - hypertrofie
  - hyperplazie
  - cysta. Cysty patří mezi nepravé nádory. Výjimkou je nádorová cysta, která je přímo součástí nádoru.
  - uloženina patologického materiálu
  - zánětlivý pseudotumor
    - např. Schlofferův tumor
    - např. adnextumor

  - hamarcie = tkáň nezapojená do struktury orgánu. (Ale z hamarcie může vzniknout pravý nádor hamartom, např. chondrohamarton plic.)
  - choristie = heterotopie = shluky buněk v místech, kde se normálně nevyskytují. (Ale z choristie může vzniknout pravý nádor choristom.)
- pravé nádory
  - benigní = nezhoubné = nezakládá dceřiná ložiska a roste omezeně, ale při růstu může utlačovat okolní tkáně. Více se podobají původní tkáni.
  - intermediární (též semimaligní, borderline tumory) = rozhraní mezi zhoubnými a nezhoubnými nádory, někdy tvoří metastázy.
  - maligní = zhoubné = při růstu ničí okolní tkáně a zakládá dceřiná ložiska = metastázy. Mikroskopicky připomínají nezralé tkáně.

Dělení pravých nádorů na benigní a maligní pochází z chirurgie, benigní nádory jsou totiž obvykle lépe opouzdřeny a snadno se určí hranice pro jeho odstranění. Naopak maligní nádory často prorůstají do okolí a hranice chirurgického výkonu je obtížně určitelná.
Při klasifikaci nádorů se používají některé speciální pojmy:
- Typing je stanovení histologického typu nádoru
- Grading je stanovení stupně ztráty podobnosti nádoru s původní tkání
- Staging je stanovení klinické pokročilosti onemocnění

### Klasifikace nádorů ICD-O
Jde vlastně o klasifikaci podle typingu a gradingu nádoru. Každý pravý nádor je podle svého dělení histologického typu označen číselným kódem v rozsahu M-8000 až M-9999. Za kód se píše zlomek a dvojčíslí, jehož první číslice charakterizuje biologické vlastnosti (1=benigní,…), druhé číslo vyjadřuje stupeň diferenciace, tedy podobnost s původní tkání, ze které nádor vznikl; např. kód M-8900/32 označuje rhabdomyosarkom (nádor z příčně pruhované svaloviny), maligní a primární (tj. nejde o metastázu – kód 3) a středně diferencovaný (tedy kód 2).

### Klasifikace TNM
Klasifikace TNM představuje staging nádorového onemocnění. Určují se tři parametry:
- T – velikost primárního tumoru
  - TX – nelze posoudit
  - TO – bez známek primárního nádoru
  - TIS – tumor in situ
  - T1-4 – podle velikosti, konkrétní rozsah je pro každý typ nádoru jiný
- N – postižení lymfatických uzlin, do kterých odtéká lymfa z postižené oblasti (regionální uzliny)
  - NX – nelze posoudit
  - N0 – bez známek postižení
  - N1-3 – podle rozsahu a počtu postižených uzlin, konkrétní rozsah je pro každý typ nádoru jiný
- M – přítomnost vzdálených metastáz
  - MX – nelze posoudit
  - M0 – bez známek vzdálených metastáz
  - M1 – prokázány vzdálené metastázy, někdy se i dále určuje:
    - M1PUL – vzdálené metastázy v plicích
    - M1OSS – vzdálené metastázy v kostech
    - M1HEP – vzdálené metastázy v játrech
    - M1BRA – vzdálené metastázy v mozku
    - M1LYM – vzdálené metastázy v lymfatických uzlinách
    - M1MAR – vzdálené metastázy v kostní dření
    - M1PLE – vzdálené metastázy v pohrudniční dutině
    - M1PER – vzdálené metastázy v pobřišniční dutině
    - M1ADR – vzdálené metastázy v nadledvinách
    - M1SKI – vzdálené metastázy v kůži
    - M1OTH – jiné vzdálené metastázy

Staging podle TNM se provádí dvakrát. Nejprve jako diagnostický na základě nálezů získaných před léčením (TNM, cTNM) a posléze patologický získaný vyšetřením materiálu získaného při operaci (pTNM).

## Projevy nádorů

### Lokální projevy
Nádor se může projevit komplikacemi v místě svého růstu, např. útlakem, bolestí, krvácením nebo poruchou funkce orgánu. Projev pak bude charakteristický podle lokalizace, příklady některých manifestací:
- nádor tlustého střeva – krev ve stolici, zácpa
- nádor prostaty – časté močení, menší proud moči
- nádor plic – kašel, vykašlávání krve
- nádor prsu – lokální zduření
- nádor slinivky břišní – poruchy trávení, žloutenka
- nádor jater – žloutenka, zvětšení jater
- nádor mozku – epilepsie, bolest hlavy
- nádory krvetvorné tkáně (leukemie a lymfomy) – horečka, krvácení, těžké infekce
- nádory ledvin – krev v moči, bolest v boku či v zádech, hmatné zvětšení ledviny

Terminologicky je lokálním projevem nádoru i projev z růstu metastáz.

### Celkové projevy
Kromě toho, že nádor roste v místě, různou měrou ovlivňuje celkový stav organismu. Projevují se necharakteristické příznaky jako silné noční pocení, nechutenství a úbytek hmotnosti.

### Paraneoplastický syndrom
Paraneoplastický syndrom představuje všechny symptomy provázející nádorové onemocnění, které přímo nesouvisí s růstem primárního ložiska nebo se vznikem či růstem metastáz. Konkrétní paraneoplastický syndrom obvykle nesouvisí s jedním nádorem a naopak jeden nádor se může projevit různými paraneoplastickými syndromy. Přesto se některé paraneoplastické syndromy vyskytují častěji u některých konkrétních nádorů, a tak se mohou stát vodítkem v diagnostice.

### Posouzení zhoubnosti nádoru
K posuzování malignity nádoru jsou určující především tyto faktory:
- stupeň tkáňové dediferenciace
- stupeň buněčné anaplasie – poměr jádro/plazma, jádro/jadérko, bazofilie plazmy
- počet a druh mitóz

Jednotlivé změny jsou rozdílně významné ve specifických případech a jsou základem pro tzv. grading nádorů.

### Nádorové markery
Nádorové markery představují látky, které jsou produkovány nádorovými buňkami. Tyto přecházejí do tělesných tekutin (krevní sérum, moč), kde je lze prokázat (detekce je založena na přítomnosti nádorových antigenů, hormonů, enzymů etc.) Markerů lze využít i ve sledování možné recidivy. Někdy ovšem mohou nádorové buňky začít vytvářet populaci dediferenciovaných buněk bez markerů.
Mezi markery patří CA 125, CA 72-4, CA 19-9, CA 15-3, CEA, NSE, CYFRA, PSA, fPSA, HE4, AFP, proGRP.

## Prevence nádorových onemocnění

### Primární prevence
Pojem primární prevence znamená zábrana kontaktu s činitelem vyvolávajícím chorobu, respektive zvyšování odolnosti organismu proti působení tohoto činitele. Protože na vzniku nádoru se podílí řada faktorů prostředí i životního stylu, je primární prevence zaměřena na eliminaci těch faktorů, které zvyšují riziko rozvoje nádoru. Prakticky představují rizikové faktory pro rozvoj nádorů zejména kouření, nadměrné pití alkoholu, nedostatek pohybu, konzumace uzenin, nedostatek vlákniny v potravě, expozice některým chemikáliím (tzv. karcinogenům), expozice ionizujícímu záření a vrozené dispozice.
Prakticky tak představuje primární prevencí nádorového onemocnění především boj proti kouření, alkoholismu, znečišťování životního prostředí, dostatečný pohyb a zdravá strava. Svou největší částí jde primární prevence mimo zdravotnický systém.
Ovšem studie eliminující vliv ostatních faktorů ukazují, že doplňky stravy (např. vitamín D či vápník) i vláknina nesnižují riziko rakoviny.

### Sekundární prevence
Sekundární prevence znamená včasný záchyt onemocnění ve stádiu, které je léčitelné a mnohdy i vyléčitelné. Řada nádorů dokáže růst skrytě i po dobu 5-10 let do objevení se klinických obtíží (nežli pacient přijde s obtížemi k lékaři) a po značnou část této doby jsou nejen léčitelné ale často i kompletně vyléčitelné. Základem sekundární prevence je tedy depistáž, aktivní vyhledávání nádorových onemocnění, nejlépe plošně v celé populaci nebo alespoň v nejohroženějších skupinách (dlouholetí kuřáci apod.). Problémem takového vyhledávání je jeho cena – částka vydaná za celoplošný screening v případě vzácnějších nádorů by výrazně převyšovala částku, jaká by byla vydána na léčbu pozdě zachycených nemocných. Mezi programy vyhledávání nádorových onemocnění patří zejm.:
- pravidelné gynekologické prohlídky – vyhledávání nádorů děložního hrdla
- samovyšetření prsu a mamografie – vyhledávání nádorů prsu
- kolonoskopie, test na krev ve stolici – vyhledávání nádorů tlustého střeva
- palpace per rectum – vyhledávání nádorů tlustého střeva a prostaty
- vyšetřování PSA v krvi – vyhledávání nádorů prostaty

Sekundární prevenci obvykle provádí lékař prvního kontaktu, tedy praktický lékař nebo ambulantní gynekolog.

### Terciární prevence
Terciární prevence znamená předcházení dalším škodám v důsledku onemocnění nebo i terapie. V onkologii se terciární prevencí obvykle myslí další sledování pacientů po terapii s cílem včasného záchytu nového vzplanutí choroby (relaps).
Terciární prevenci má obvykle na starosti onkolog, používá se pro ni pojem dispenzární péče.

## Diagnostika nádorového onemocnění
Diagnostika nádorového onemocnění je mnohdy svízelná. Pacient obvykle přichází s nespecifickými problémy a není vzácností, že prvním projevem nádoru mohou být až komplikace způsobené růstem metastáz. Lékař by proto měl pacienta důkladně klinicky vyšetřit a pátrat po tuhých útvarech (např. na kůži, v prsu, v břiše nebo v konečníku). Cennou informaci poskytne i biochemické vyšetření. Pro pátrání po nádoru se s výhodou využívají zobrazovací metody – rentgen, CT, magnetická rezonance, ultrazvuk (sonografie) i metody nukleární medicíny – scinfigrafie a někdy i PET.
Konečnou diagnózu lze však postavit až na biopsii nádoru. Bioptický nález hodnotí histopatolog a kromě typu nádoru dnes vyšetří i některé molekulární charakteristiky nádoru, které lze využít i při volbě terapie.
U některých nádorů (např. mozek, ledviny) však nelze provést odběr vzorku nádoru k vyšetření. Takový nádor se pak operuje a vyšetření histopatologem je urychleně provedeno během operace.

### Počet nově diagnostikovaných případů v ČR a úmrtnost
Počet nově diagnostikovaných případů (všech typů zhoubných nádorů) v Česku roste. Hraje v tom roli i včasná diagnostika. Nicméně v roce 1995 bylo zjištěno 538 případů (na 100 tis. obyvatel) a v roce 2023 pak 992 (na 100 tis. obyvatel). Jedná se o nárůst na zhruba dvojnásobek. I přesto, že statistika úmrtnosti je z podstaty časově posunutá oproti diagnostice, tak včasná diagnostika a modernější a efektivnější léčba vedou k tomu, že úmrtnost na všechny typy nádorů mezi lety 1995 a 2023 stagnovala, a dokonce mírně klesla. V roce 1995 bylo zaznamenáno 272 úmrtí na 100 tis. obyvatel a v roce 2023 256 úmrtí na 100 tis. obyvatel.

## Terapie nádorového onemocnění
V terapii nádorů se obvykle rozlišují tzv. léčebné záměry, které jsou určeny jednak typem a pokročilostí nádoru a jednak celkovým stavem nemocného:
- kurativní záměr – Cílem léčby je nemocného vyléčit. Jako kritérium úspěšnosti terapie je pokládáno přežití bez návratu choroby po určitou dobu. U většiny nádorů je to 5 let, u některých pomalu rostoucích nádorů je to 10 let.
- paliativní záměr – Cílem léčby je nemocného zbavit projevů onemocnění a zastavit nebo zpomalit růst nádoru. Takový nemocný může žít kvalitním životem i mnoho let nebo dokonce desetiletí.
- symptomatický záměr – Nemocný je v takovém stavu, že není naděje ani na vyléčení ani na zastavení postupu onemocnění. Základem lékařské péče je snaha o udržení kvality života. Především je tišena případná bolest a jsou řešeny komplikace růstu nádoru.

### Chirurgická léčba
Chirurgická terapie, tedy odstranění nádoru, byla po dlouhou dobu jedinou metodou léčby. I dnes platí, že největší naději na vyléčení má pacient s nádorem, který lze odoperovat. Kromě toho jsou chirurgické postupy využívány při řešení komplikací již neřešitelného nádoru. Uvádí se, že přibližné množství nádorové tkáně se kterou by se organismus dokázal, za předpokladu, že jí uměl odlišit od zdravé tkáně, ještě sám vypořádat je jen asi 1 cm3. Převažující část pacientů však přijde k lékaři až v okamžiku, kdy je velikost nádoru již řádově větší a tím je víceméně dáno, že bez další, zejména výše uvedené chirurgické léčby, není kompletní vyléčení obvykle možné.

### Chemoterapie
Chemoterapie je léčba vysokými dávkami cytostatik, látek toxických pro buňky. Předpokladem je, že nádorové buňky jsou citlivější na toxické poškození než buňky zdravé. Skutečně některé nádory lze vyléčit jen použitím chemoterapie, jiné však na chemoterapii prakticky nereagují. Principem účinku některých cytostatik je například jejich toxicita pro buňku ve fázi dělení, rozmnožování. A protože buňky nádorů jsou charakteristické mimo jiné velmi rychlým dělením, jsou proto těmito látkami zranitelnější nežli zbytek organismu, jehož buňky se ve valné většině tak rychle jako buňky nádorové nerozmnožují.
Stejný princip vysvětluje i některé vedlejší účinky těchto léků, které postihnou pochopitelně i jiné rychleji se množící (obnovující) tkáně. Například střevní epitel, některé krevní buňky, buňky kožních adnex, pohlavní buňky. Takže se objevují průjmy, anémie, nebo leukopenie, vypadávání ochlupení, sterilita. Většina těchto nežádoucích účinků je vratná – reverzibilní, v léčbě se s nimi počítá a jejich projevy jsou zmírňovány, nebo předcházeny. Dávkování cytostatik a jejich kombinace se neustále vyvíjejí a zpřesňují, tak aby se dosáhlo co největšího efektu na nádorové buňky a přitom se udrženy nežádoucí účinky snesitelné a poškození organismu pokud lze zanedbatelné.
Důležité je někdy i správné načasování léčby. Například po odstranění některých typů nádoru prsu se případné zbylé mikrometastázy, jejichž růst byl po dobu existence hlavního nádoru suprimován (utlumen) do několika týdnů „probudí“ a počnou růst. Po několika dalších týdnech se jejich růst opět utlumí a tím i citlivost na léčbu cytostatiky. V té době je tedy ve vhodných případech velmi důležité včas podat léčbu cytostatiky.

### Radioterapie
Radioterapie je léčba ionizujícím zářením. Energie záření se předává do nádoru a nádor je tím poškozován. Opět se předpokládá, že nádorové buňky jsou citlivější k poškození a opět je nejčastější příčinou zranitelnost dělící se buňky zářením. Kromě toho lze záření aplikovat více či méně cíleně (například ozařování z mnoha směrů, kdy největší dávku záření absorbuje nádorová tkáň třeba i hluboko uložená). Jako zdroje záření se používají nejčastěji radionuklidy, vzácněji též lineární urychlovače. Radioterapii můžeme rozdělit na:
- teleradioterapii, kdy je zářič mimo tělo pacienta. Rozlišujeme
  - celotělové ozáření
  - konformní radioterapie – je ozařována preferenčně oblast nádoru
  - radiochirurgie – velká dávka záření je jen v ložisku – gama nůž, lineární nůž
- brachyradioterapie, kdy je zářič uvnitř těla pacienta. Lze rozlišit
  - solidní zářič – jehla, zrnka radioaktivního materiálu,
  - radiofarmaka – specialitou je použití radioaktivního jódu při nádoru štítné žlázy

### Termoterapie
Mikrovlnná termoterapie je léčebná metoda založená na likvidaci nádorové tkáně pomocí tepla. Je kombinovatelná s radioterapií.

### Imunoterapie
Imunoterapie je metoda využívající poznatku, že tělo může alespoň někdy reagovat prostřednictvím vlastního imunitního systému proti nádoru. V praxi se používá např. stimulace imunitního systému pacienta po odstranění nádoru močového měchýře tím, že se mu na určitou dobu do močového měchýře „nalijí“ BCG (bakterie používané jako očkovací látka proti tuberkulóze).

### Hormonální terapie
Některé nádory, zejména nádory prsu, nebo prostaty, mohou být ve svém růstu nebo dokonce přežití závislé na přítomnosti určitých hormonů. Podání látek působících proti těmto hormonům nebo zabránění tvorbě těchto hormonů (například odstraněním tkáně, ve které se příslušné hormony tvoří) tak mnohdy dojde ke zpomalení nebo zástavě růstu nádoru a někdy i k jeho zmenšování. Používá se i kombinace obou výše uvedených principů.

### Biologická terapie
Na růstu nádoru se podílí více faktorů. Kromě růstu samotných nádorových buněk je důležité i např. vrůstání cév do nádoru. Ovlivnění procesů regulovaných tzv. lokálními hormony je podstatou biologické terapie. V praxi se používá dvou přístupů. Buď se podá látka, která zasahuje uvnitř buněk do signalizačních drah, nebo se podá látka blokující určitý receptor na povrchu buňky (obvykle protilátka).

### Podpůrná terapie
Kromě řešení vlastního nádorového onemocnění hraje důležitou roli v onkologii i péče o komplikace nemoci a o psychiku pacienta. Podpůrná péče zahrnuje zejména:
- terapii bolesti
- péči o výživu
- psychoterapii a sociální terapii
- zajištění kvality života

### Alternativní medicína
Vzhledem k časté špatné prognóze onkologických onemocnění se pacienti někdy obracejí k alternativní medicíně. Může dojít k ohrožení pacienta buď přímo (různé drastické diety bez racionálního podkladu, odmítání onkologické terapie, postupy, jejichž účinnost nebyla doložena studiemi, kterými procházejí například léky) nebo nepřímo (bylinné preparáty s nepředvídatelnými interakcemi s cytostatiky), některé postupy nemocným neublíží, protože na samotnou rakovinu nemá žádný vliv.
Kapitolou samou pro sebe je použití homeopatie. Vědecké články prokazuji neúčinnost homeopatie podle evidence-based medicine. V databázi PubMed lze nalézt (duben 2008) jen takové články, které buď jen popisují použití homeopatie, nebo konstatují, že přínos homeopatie je jen psychoterapeutický. Někteří homeopaté prezentují úspěšné kazuistiky[zdroj?], což je ovšem podle pravidel evidence-based medicine jako důkaz téměř bezcenná informace.

#### O onkologii obecně
- Chemoterapie, cytostatika
- Onkologie
- Radioterapie
- Dělení nádorů podle histiogeneze
- Protonová léčba
- Nádorová kmenová buňka

#### Nádorová onemocnění
- Adenom hypofýzy
- Bronchogenní karcinom
- Karcinom děložního hrdla
- Rakovina těla děložního
- Glioblastom
- Hodgkinova choroba
- Kaposiho sarkom
- Karcinom pankreatu
- Karcinom plic
- Karcinom prsu
- Karcinom tlustého střeva
- Karcinom žaludku
- Leukemie
- Lymfom
- Melanom
- Meningeom
- Nádory mozku
- Nádory štítné žlázy
- Neurinom
- Retinoblastom